# Double Springs
|  | Dieser Artikel wurde aufgrund von inhaltlichen Mängeln auf der Qualitätssicherungsseite des Projektes USA eingetragen. Hilf mit, die Qualität dieses Artikels auf ein akzeptables Niveau zu bringen, und beteilige dich an der Diskussion! Eine nähere Beschreibung der zu behebenden Mängel fehlt. |

Double Springs ist ein Ort im Winston County, Alabama. Double Springs ist der County Seat des Winston Countys. Die Gesamtfläche des Ortes beträgt 10 km², 2020 lebten dort 1119 Menschen.

## Geschichte
Der Ort ist nach zwei Quellen (springs) benannt, die ihn parallel zueinander doppelt (double) durchflossen. Im Jahr 1882 beschloss die State Legislature eine Volksabstimmung im Winston County über die Frage abzuhalten, ob der County Seat aus Houston an einen zentraler gelegenen Ort verlegt werden sollte. Im Jahr darauf votierten die Bürger für eine solche Umpositionierung und Double Springs als neuen Verwaltungssitz. Das erste in Holzbauweise errichtete Courthouse brannte 1893 ab und wurde zwei Jahre später durch einen Neubau aus Sandstein ersetzt, der noch heute steht. Ab 1929 hatte der Ort eine Anbindung an das Stromnetz und in den 1940er Jahren an den State Highway 195. Am 17. Mai 1943 wurde Double Springs als eigenständige Verwaltungseinheit inkorporiert.

## Demographie
Bei der Volkszählung aus dem Jahr 2000 hatte Double Springs 1003 Einwohner, die sich auf 426 Haushalte und 276 Familien verteilten. Die Bevölkerungsdichte betrug 100,3 Einwohner/km². 97,51 % der Bevölkerung waren weiß, 0,3 % afroamerikanisch, 0,6 % indianisch. In 30,3 % der Haushalte lebten Kinder unter 18 Jahren. Das Durchschnittseinkommen betrug 25.865 Dollar pro Haushalt, wobei 20,3 % der Bevölkerung unterhalb der Armutsgrenze lebten.

## Kultur und Sehenswürdigkeiten
Ein Bauwerk in Double Springs ist im National Register of Historic Places („Nationales Verzeichnis historischer Orte“; NRHP) des National Park Service eingetragen (Stand 28. April 2021), das Winston County Courthouse.

## Bekannte Persönlichkeiten
- Ben Lacy Speer (1930–2017), Gospel-Sänger des Southern Gospel